# Sita chante le blues
Pour plus de détails, voir Fiche technique et Distribution.
Sita chante le blues (Sita Sings the Blues) est un film d'animation américain réalisé en 2005 par Nina Paley et sorti en 2008. Il assemble récits de légende indienne (le Râmâyana), interludes musicaux et scènes de la propre vie de l'auteur.

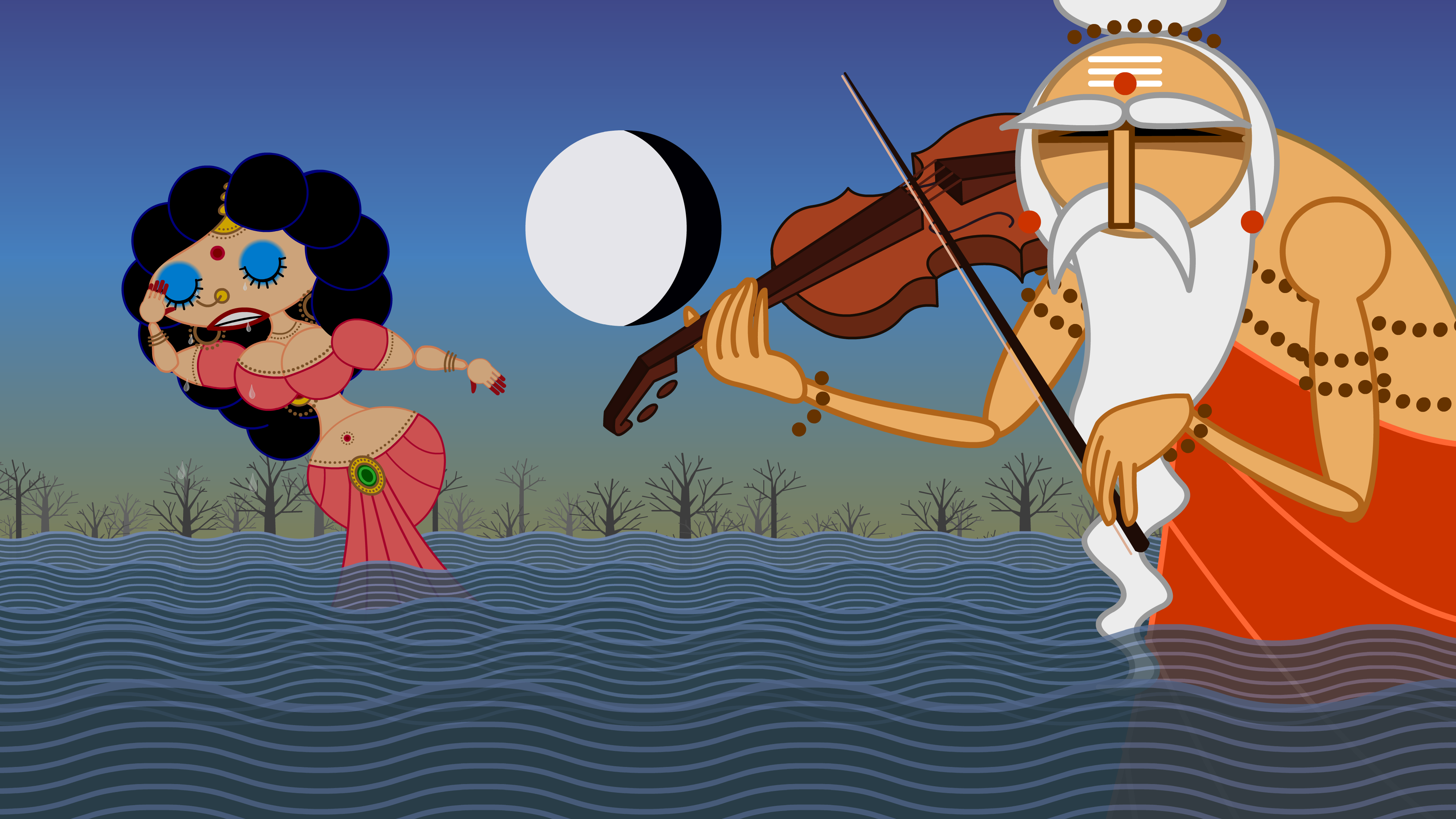
Sītā pleure le comportement impitoyable de son mari envers elle.

Il est distribué sous une licence libre CC0, permettant la libre distribution, la copie et la modification,. Nina Paley renforce cette licence en interdisant explicitement l'usage de système Digital Restrictions Management (DRM).

## Synopsis
Ce film est une évocation du Rāmāyana, une légende indienne, sous forme de comédie musicale mise en parallèle avec la vie de la réalisatrice. Il raconte l'histoire de Sītā, la femme de Rāma, prisonnière du démon Râvana.

## Fiche technique
- Titre original : Sita Sings the Blues
- Titre français : Sita chante le blues
- Réalisation : Nina Paley
- Scénario : Nina Paley, d'après le Rāmāyana de Valmiki
- Direction artistique : Nina Paley
- Montage : Nina Paley
- Musique : Blues (chansons par Annette Hanshaw), Nick Phelps, Todd Michaelsen (musique du générique Agni Parishka), Rudresh Mahanthappa, musique indienne (Rohan, Pierre-Jean Duffour, groupe Masaladosa)
- Production : Nina Paley
- Société de production : Nina Paley Productions, Llc
- Budget : 290 000 $[5]
- Pays d'origine :  États-Unis
- Langue originale : anglais
- Format : couleurs - 1,85:1 - Dolby Digital
- Genre : Animation, comédie et fantastique
- Durée : 82 minutes
- Dates de sortie :
  - Allemagne 11 février 2008 (Berlinale)
  - France : 12 août 2009

## Distribution
- Annette Hanshaw : Sītā (chant, sons d'archives)
- Aseem Chhabra : narrateur - ombre chinoise 1 (voix)
- Bhavana Nagulapally : narrateur - ombre chinoise 2 (voix)
- Manish Acharya : narrateur - ombre chinoise 3 (voix)
- Reena Shah : Sītā (voix)
- Sanjiv Jhaveri : Dave / Dasharatha / Ravana / Dhobi / Valmiki (voix)
- Pooja Kumar : Surphanaka (voix)
- Debargo Sanyal : Rāma (voix)
- Aladdin Ullah : Mareecha / Hanuman (voix)
- Nitya Vidyasagar : Luv / Kush (voix)
- Nina Paley : Nina (voix)
- Deepti Gupta : Kaikeyi (voix)

## Production
Ce film a été entièrement réalisé, scénarisé, animé et monté par Nina Paley. Il est composé de saynètes, dans quatre styles différents.

### Univers visuel
Les différentes narrations sont distinguées par quatre styles d'animations.

#### Rāmāyana

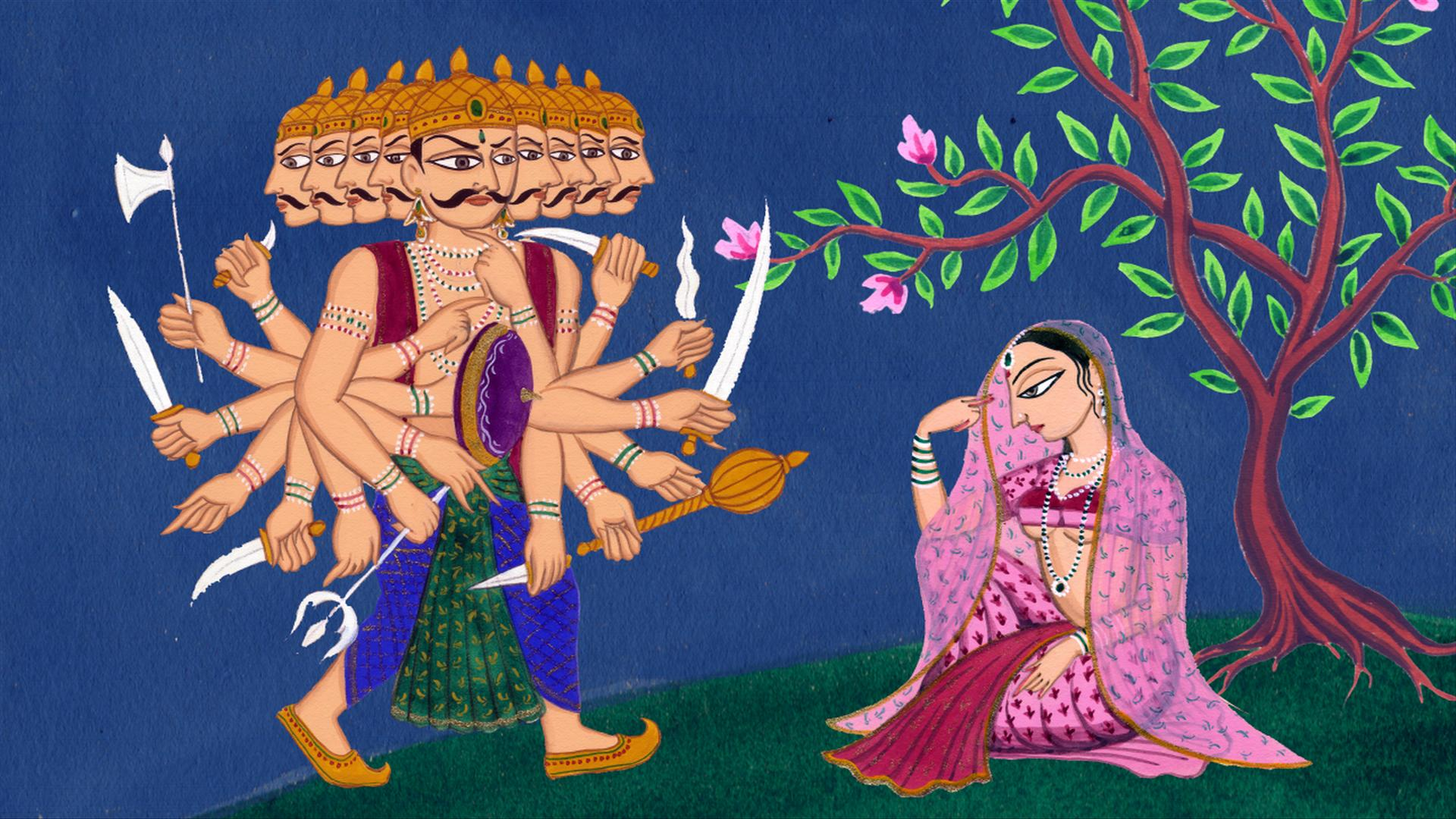
Ravana se rapproche de Sītā pendant sa captivité.

Les épisodes dialogués du Rāmāyana mettent en scène des peintures de personnages de profil inspirés par la peinture râjput du XVIIIe siècle. Le style râjput de la peinture au pinceau a été principalement adoptée sur les manuscrits et couramment employé dans l'illustration des épopées telles que le Rāmāyana. Dans le film ils servent un style plus traditionnel de la narration dramatique, même si le dialogue est souvent ironique, anachronique ou humoristique.
Les décors de chaque scène sont généralement statiques et les poses des personnages sont maintenus minimales, le mouvement réalisé par simple déplacement de la figure sur l'écran sans altérer sa pose. La parole est signifiée par l'alternance de la figure avec une version légèrement liquéfiée où la mâchoire est plus basse.

#### Narration et commentaires sur leRāmāyana

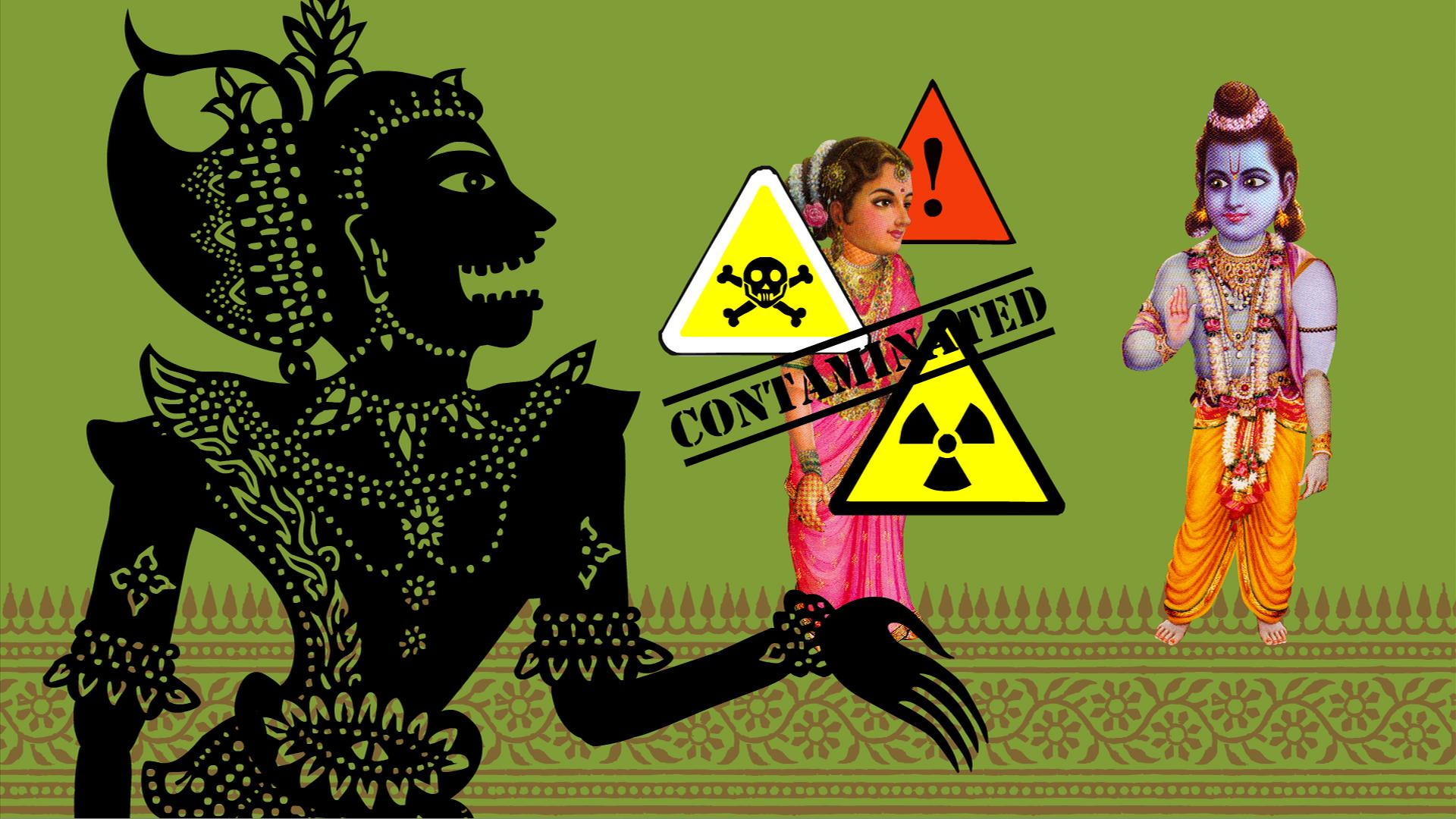
Les narrateurs en marionnette d'ombre discutent de l'attitude de Rāma envers Sītā après son procès par le feu.

La narration est assurée par trois silhouettes de théâtre d'ombres traditionnel indonésien. Ils relient les épisodes du Rāmāyana par des discussions à bâtons rompus sur leurs impressions personnelles et leur connaissance de l'épopée. Ils contextualisent et commentent l'histoire, qui a d'innombrables variations régionales.
Les voix sont résolument contemporaines et irrévérentes, à l'inverse de leur apparence — ce qui établit le contraste enter la « tragédie ancienne et la comédie moderne ». Le Chhaya Natak (théâtre d'ombres indien) sert à raconter les légendes comme le Rāmāyana.
Dans ces sections, les idées et les contradictions soulevées au cours des discussions des marionnettes sont visualisés dans des compositions photographiques animées en arrière-plan.

#### Épisodes musicaux
Les chansons sont des enregistrements des années 1920 de la chanteuse de jazz Annette Hanshaw ; Sītā les interprète à l'écran, dans une technique moderne d'animation de graphismes vectoriels.
Le style — dû au logiciel d'animation numérique — est en contradiction avec la qualité un peu rustique des vieux enregistrements musicaux, mais permet la synchronisation étroite avec les voix.

#### Parallèle contemporain

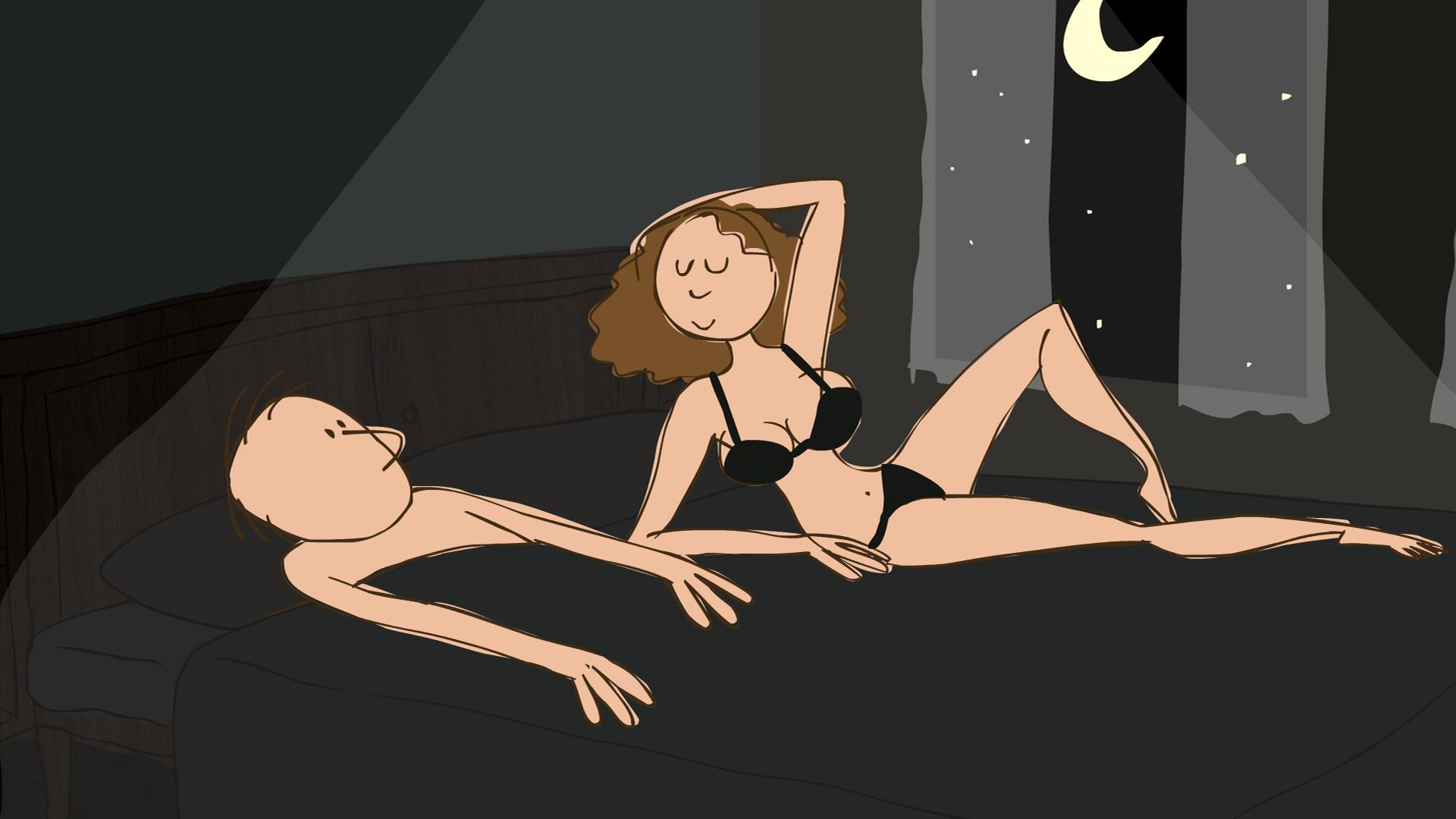
Lorsque Nina arrive en Inde, son mari est distant.

Les éléments modernes et plus personnels de l'histoire sont représentés par une animation rough, esquissée, animée traditionnellement avec la technique énergique de Squigglevision (en).

### Distribution
La sortie du film au cinéma en France a rencontré des problèmes liés au respect du droit d'auteur pour certaines chansons de la bande sonore. Ces problèmes de droits musicaux ont été réglés après de longues négociations.

## Sortie et accueil critique
Le film est donc sorti le 12 août 2009, distribué sur copies neuves en 35 mm version originale sous-titrée par Eurozoom.

## Distinctions
Le film a reçu le Cristal du long métrage au festival international du film d'animation d'Annecy en 2008 et un Ours de cristal « mention spéciale » au festival de Berlin 2008. Sita Sings the Blues a également reçu de nombreuses récompenses dans les festivals d'animation, un peu partout dans le monde.